# Lobogonia parallelaria
Lobogonia parallelaria là một loài bướm đêm trong họ Geometridae.